# Plomo de Chamalières
El plomo de Chamalières (en francés: Plomb de Chamalières) es una tablilla de plomo de seis por cuatro centímetros descubierta en 1971 en Chamalières, (Francia) en el yacimiento de Source des Roches. La tablilla, datada entre los años 50 a. C. y 50 d. C., contiene un texto de 47 palabras en idioma galo escrito en cursivas romana, por lo que es el tercer texto conocido en galo más extenso, tras la tablilla de maldición de L'Hospitalet-du-Larzac y el calendario de Coligny, lo que le da una gran importancia en el estudio de este idioma.
El contenido del texto parece ser un conjuro que invoca a la deidad celta Maponos, por lo que debería considerarse una tablilla de defixiones.
Pierre-Yves Lambert, en su libro La langue gauloise, ofrece un análisis.

## Texto
El texto se extiende 47 palabras (396 letras).
andedion uediIumi diIiuion risun

artiu mapon aruerriIatin

lopites snIeððdic sos brixtia anderon

clucionfloronnigrinon adgarionaemilI

on paterin claudIon legitumon caelion

pelign claudío pelign marcion uictorin asiatI

con aððedillI etic secoui toncnaman

toncsiIontío meIon toncsesit bue

tid ollon reguccambion exsops

pissIiumItsoccaantI rissuis onson

bissIet lugedessummiIis luge

dessumíis lugedessumIIs luxe

## En la cultura popular
La banda suiza de folk metal Eluveitie utilizó el texto de su canción Dessumiis Luge y los dos primeros versos de Spirit.